# Sonate pour basson et piano de Schreck
Pour les articles homonymes, voir Sonate pour basson et piano.
La sonate pour basson et piano op. 9 est une œuvre de Gustav Schreck composée en 1887.
Cette pièce appartient au répertoire romantique du basson et possède tous les attributs de ce genre, notamment le rubato. Gustav Shreck a très peu écrit pour instrument à vent: il a écrit en sus une sonate pour hautbois et un nonette à vent. 
Cette sonate pour basson dispose de trois mouvements :
- Allegro ma non troppo, en mi bémol majeur
- Largo, de forme ABA, démarrant en la bémol majeur
- Allegro

La mélodie circule de manière égale entre les deux instruments. 
Elle est publiée en 1887 chez Carl Merseburger (de) à Leipzig.
Elle a été transcripte pour euphonium.

## Discographie sélective
Il existe quelques enregistrements de cette sonate.